# Monacia d'Orezza
Monacia d'Orezza (in francese Monacia-d'Orezza, in corso A Munacia d'Orezza) è un comune francese di 33 abitanti situato nel dipartimento dell'Alta Corsica nella regione della Corsica.

## Società

### Evoluzione demografica
Abitanti censiti